# Friedrich von Sallet
Friedrich von Sallet, né le 20 avril 1812 à Neisse, décédé le 21 février 1843 à Reichau, près de Niemcza (province de Silésie), est un écrivain allemand, connu essentiellement pour ses poèmes politiques et antireligieux. Dans de nombreux ouvrages satiriques, il attaque le militarisme de son temps.

## Biographie
Né en 1812, Friedrich von Sallet est le fils d'un ingénieur capitaine décédé en 1814. Il passe son enfance à Breslau, où il révèle déjà un intérêt pour la poésie. En 1824, il intègre le corps des Cadets de Potsdam, en 1826 celui de Berlin. Dès cette époque, il commence à composer des poèmes et des drames. À 17 ans, il rejoint Mayence comme officier. Un an après, il est à Trèves, où il se lie d'amitié avec Eduard Duller (de).
Il se livre à la critique du militarisme de son temps dans des poèmes et des articles satiriques. Ceux-ci lui valent en 1832 d'être condamné à deux mois de détention dans la forteresse de Zurich. À sa libération, il se tourne vers les lettres. Abandonnant le drame, il se borne à publier des poèmes. En 1835, il rejoint l'école militaire de Berlin, où il doit occuper les fonctions de professeur. L'année suivante paraît le premier recueil de ses poèmes.
À la fin de 1838, il quitte l'armée et se rend à Breslau, où il se consacre à la rédaction de son œuvre. Il est alors particulièrement influencé par la philosophie de Georg Wilhelm Friedrich Hegel. Dans ses livres suivants, comme l'Évangile laïc (Laienevangelium) », son principal succès, qui parvient en 1879 à la 9e édition. Dans Atheisten und Gottlosen unserer Zeit, il aborde le christianisme. Il décrit la déification de l'homme comme la plus haute tâche du christianisme et veut fonder dans ce but un nouveau système moral, qui est rejeté des cercles religieux orthodoxes comme « athée » ou « panthéiste ». En conséquence, l'ensemble de ses livres sont retirés des bibliothèques scolaires prussiennes.
En juillet 1841, Friedrich von Sallet se marie à Breslau avec sa cousine Caroline von Burgsdorff, avec laquelle il a un enfant. Il meurt deux ans après à Reichau.

## Œuvres
- Gedichte (1835)
- Funken (1838)
- Schön Irla. Märchen (1838)
- Die wahnsinnige Flasche. Epos (1838)
- Contraste und Paradoxen (1838)
- Laienevangelium (1842)
- Gesammelte Gedichte (1843)
- Die Atheisten und Gottlosen unserer Zeit (1844)
- Erläuterung zum zweiten Teile vom Goetheschen Faust für Frauen (1844)
- Sämmtliche Schriften (1845-48)
  - Volume 1: Laien-Evangelium
  - Volume 2: Gesammelte Gedichte
  - Volume 3: Contraste und Paradoxen
  - Volume 4: Schön Irla / Die wahnsinnige Flasche / Funken / Nachgelassene Gedichte
  - Volume 5: Die Atheisten und Gottlosen unserer Zeit / Politische und literar-ästhetische Aufsätze
  - Volume 6: Percy's Überreste altenglischer Poesie (Übersetzung)

De nombreux poèmes sont parus dans des revues de son vivant, notamment le Norddeutschen Frühlingsalmanach et le Chamisso'schen Musenalmanach. En 1836, il a publié avec son frère Carl Jungnitz une traduction allemande : Percys Überresten der altenglischen Poesie.